# رژه نرم
«رژه نرم» (به انگلیسی: The Soft Parade) آلبومی از دورز است که در سال ۱۹۶۹ میلادی منتشر شد.